# Маккензи, Линда
Линда Маккензи (англ. Linda Mackenzie; род. 14 декабря 1983 года, Маккай, Квинсленд) — австралийская пловчиха. Специализируется в плавании вольным стилем на средних дистанции (200, 400, и 800 метров).
Дебютировала в составе сборной страны на Чемпионате мира 2001 году. Она выиграла золотую медаль в 4 × 200 эстафета.
Ушла из большого спорта в 2008 Олимпийских играх.